# مونوهیدروکسی‌بنزوئیک اسید
مونوهیدروکسی‌بنزوئیک اسید ممکن است به یکی از موارد زیر اشاره داشته باشد:
- سالیسیلیک اسید
- ۳-هیدروکسی‌بنزوئیک اسید
- ۴-هیدروکسی‌بنزوئیک اسید